# Distrito de Longotea
El distrito de Longotea es uno de los seis distritos de la provincia de Bolívar, ubicada en el departamento de La Libertad, bajo la administración del gobierno regional de La Libertad, al norte del Perú. 
Desde el punto de vista jerárquico de la Iglesia católica forma parte de la prelatura de Huamachuco.

## Historia
Fue creado mediante la Ley  N° 2346 de creación de la Provincia de Caxamarquilla, del 20 de noviembre de 1916.

## Geografía
Abarca una superficie de 192,88 km². 

## Autoridades

### Municipales
- 2011 - 2014[2]
  - Alcalde: Segundo Tomás Araujo Sánchez, Partido Aprista Peruano (PAP).
  - Regidores: Herik Daniel Torres Díaz (PAP), Gilmer Waldino Velásquez Lozano (PAP), Mirtha Nordith Cruzado Chacón (PAP), Gilda Edith Mestanza Puitiza (PAP), María Olga Cruzado Silva (Partido Popular Cristiano).[3]
- 2007 - 2010
  - Alcalde: Wilso Araujo Sánchez.

### Policiales
- Comisario:  PNP.

### Religiosas
- Prelatura de Huamachuco[4]
  - Obispo prelado de Huamachuco: Sebastián Ramis Torres, TOR.[5]
- Parroquia
  - Párroco: Pbro.